# Idiophantis
Idiophantis is een geslacht van vlinders van de familie tastermotten (Gelechiidae).

## Soorten
- I. acanthopa Meyrick, 1931
- I. anisosticta Meyrick, 1916
- I. callicarpa Meyrick, 1927
- I. carpotoma Meyrick, 1916
- I. crconota Meyrick, 1918
- I. croconota Meyrick, 1918
- I. chalcura Meyrick, 1907
- I. chiridota Meyrick, 1914
- I. discura Meyrick, 1907
- I. disparata Meyrick, 1923
- I. eugeniae Bradley, 1968
- I. habrias Meyrick, 1904
- I. hemiphaea Meyrick, 1907
- I. insomnis (Meyrick, 1904)
- I. lomatographa Bradley, 1962

- I. melanosacta Meyrick, 1907
- I. pandata Bradley, 1961
- I. paraptila Meyrick, 1916
- I. soreuta Meyrick, 1906
- I. spectrata Meyrick, 1911
- I. stoica Meyrick, 1911
- I. thiopeda Meyrick, 1931
- I. valerieae Guillermet, 2010